# Cima di Broglio
Cima di Broglio är en bergstopp i Schweiz.   Den ligger i distriktet Locarno och kantonen Ticino, i den sydöstra delen av landet, 120 km sydost om huvudstaden Bern. Toppen på Cima di Broglio är 2 385 meter över havet, eller 236 meter över den omgivande terrängen. Bredden vid basen är 2,4 km.
Terrängen runt Cima di Broglio är huvudsakligen mycket bergig. Närmaste större samhälle är Losone, 18,9 km söder om Cima di Broglio. 
I omgivningarna runt Cima di Broglio växer i huvudsak blandskog. Runt Cima di Broglio är det ganska glesbefolkat, med 42 invånare per kvadratkilometer.